# Vettekullavägen
Vettekullavägen  är en bebyggelse öster om Karlshamn i Karlshamns kommun.  Bebyggelsen klassades 2020 som en småort, efter att tidigare, före 2018, klassats som en del av tätorten Karlshamn.